# Sven Ekbo
Sven Arnold Ekbo, ursprungligen Eriksson, född 7 augusti 1915 i Valbo socken, Gävleborgs län, död 4 augusti 2001 i Lunds Allhelgonaförsamling, var en svensk språkvetare och ordboksredaktör.
Ekbo disputerade 1943 vid Uppsala universitet och blev 1950 docent i nordiska språk vid Lunds universitet. Han var chef vid Svenska Akademiens ordboksredaktion 1957–1978 och redaktör för Svenska Akademiens ordlista 1978–1984. Han invaldes 1956 som ledamot av Kungliga Vetenskaps-Societeten i Uppsala, tilldelades 1958 Kungliga Nordstjärneorden, blev 1959 ledamot av Kungliga Humanistiska Vetenskapssamfundet i Lund och blev 1973 ledamot av Kungliga Gustav Adolfs Akademien. Ekbo tilldelades av regeringen professors namn 1972.